# RNS-polimeráz III
Az RNS-polimeráz III (röviden Pol III) DNS-t 5S riboszomális RNS-sé, tRNS-sé és más kis RNS-ekké transzkribáló fehérje.
Az általa transzkribált gének a „fenntartó” gének, melyek működése minden sejttípusban és a legtöbb környezetben szükséges. Így a Pol III-transzkripció szabályzása elsősorban a sejtnövekedés és a sejtciklus szabályzásához kötődik, így kevesebb szabályzófehérjét igényel az RNS-polimeráz II-nél. Stresszhelyzetben azonban aktivitását a MAF1 represszálja. A rapamicin inhibeálja közvetlen célpontján, a TOR révén.

## Szerkezet
Az RNS-polimeráz III 17 alegységből áll. A központi 10 alegységes mag és a 2 alegységes perifériás heterodimertönk az eukarióta RNS-polimerázokban közös, míg a TFIIF-szerű RPC4/5 és TFIIE-szerű RPC3/6/7 alkomplex az RNS-polimerázra jellemző, és az iniciációban és terminációban fontos beépített általános transzkripciós faktornak tekinthetők.

## Transzkripció
A polimerázok általi transzkripció 3 fő részből áll:
- Iniciáció, mely az RNS-polimeráz-komplex promoteren való összeállítását igényli
- Elongáció, az RNS-szintézis
- Termináció, az RNS-transzkripció vége, a komplex megszűnése

### Iniciáció
A Pol III a Pol II-vel ellentétben nem igényel gén előtti kontrollszakaszokat, helyettük általában a transzkribált szakaszon belüli kontrollszakaszokon alapul (de néha korábbi szekvenciákat is használ, például az U6 snRNS-gén előtti TATA box esetén, mint a Pol II-promotereknél.
3 Pol III-iniciációs csoport van, melyek az 5S rRNS, a tRNS és az U6 snRNS általinak felelnek meg. Mindegyik esetben a folyamat a kontrollszakaszokhoz kötéssel kezdődik és a TFIIIB (B polimeráz III-transzkripciósfaktor) komplexen való aktiválásával és a Pol III újbóli létrejöttével ér véget. A TFIIIB 3 alegysége a TATA-kötő fehérje (TBP), a TFIIB-rokon faktor (BRF1 vagy gerincesekben bizonyos Pol III-transzkribált géneknél BRF2) és egy B″ (BDP1) egység. A teljes szerkezet a Pol II-höz hasonlít.

#### Első osztály
Az 5S rRNS- (első osztály) iniciáció általános lépései:
- A TFIIIA a génbeli 5S rRNS-kontrollszakaszhoz, a C-blokkhoz (C-box) köt.
- Ez az A és B-blokkokat pótolja a tRNS-génekhez hasonló, a kezdőhelyhez viszonyított elrendezésben való TFIIIC-elhelyezéshez.
- A TFIIIC TFIIIA–DNS komplexhez kötése után a TFIIIB a tRNS-transzkripciónak megfelelő módon jelenik meg.

#### Második osztály
A tRNS- (második osztály) iniciáció általános lépései:
- A GTF3C1 (más néven TFIIIC) két génbeli kontrollszakaszhoz, az A- és a B-blokkhoz (más néven A- és B-box) köt.

A GTF3C1 a TFIIIB-t a transzkripció helye előtt mintegy 26 bp-ral elhelyező faktorként működik.
- A TFIIIB a Pol III-at a transzkripció kezdeti helyéhez illeszti. A TFIIIB DNS-kötése után a TFIIIC nem szükséges. A TFIIIB fontos a promoternyitásban is.

#### Harmadik osztály
Az U6 snRNS (harmadik osztály; csak gerincesekben ismert) iniciáció általános lépései:
- A SNAPc (snRNS-aktiváló fehérjekomplex, angolul: snRNA activating protein complex, alegységei: 1, 2, 3, 4, 5; más néven PBP és PTF) a PSE-hez (proximális szakaszelem, angolul: proximal sequence element) köt mintegy 55 bázispárral a transzkripció kezdőhelye előtt. Ezt az OCT1 és STAF Pol II-transzkripciósfaktorok jelentősen stimulálják, melyek erősítőszerű DSE-hez (disztális szakaszelem) kötnek legalább 200 párral a transzkripció kezdete előtt. E faktorok és promoterelemek a Pol II- és III-géntranszkripcióban közösek.
- Az U6 snRNS-transzkripciósfaktorok TFIIIB-jében a kisebb BRF1-paralóg BRF2 van.
- A TFIIIB a transzkripció kezdetén a Pol III-at összeállítja. A szekvenciaállandósulás alapján a BRF2-es TFIIIB a promoternyitásban is szerepet játszhat.

### Elongáció
A TFIIIB DNS-kötött marad az iniciációt követően a bakteriális σ-faktorokkal és a Pol II-transzkripció legtöbb bazális faktorjával szemben. Ez a Pol III-transzkribált gének esetén sok transzkripciós reiniciációt okoz. Egy Saccharomyces cerevisiaen végzett tanulmány szerint az elongáció átlagos sebessége 21–22, maximális sebessége 29 nt/s. Ezek hasonlóak a Pol II Drosophilán in vivo végzett tanulmány szerinti sebességeihez. Az RNS-lánc-bővítés egyes lépései elemzése alapján az U és A U-terminált RNS-láncokhoz adása lassú.

### Termináció
A Pol III-transzkripció rövid (5–6 nt) poli-U-szakaszon ér véget. Eukariótákban hajtűkör nem kell, de növelheti a terminációs hatékonyságot emberben. Saccharomyces cerevisiaeben kimutatták, hogy a termináció T7GT6 szakaszon ér véget és progresszív. Az 5, 6 vagy 7 U-t tartalmazó RNS-ek és a T7-szakasz lassú átolvasása alapján 1 G RNS-láncba építése jelentősen vagy teljesen visszaállítja az elongáció sebességét.

## Transzkriptált RNS-ek
Az RNS-polimeráz III által gyakran átírt RNS-ek például:
- transzfer RNS-ek
- 5S riboszomális RNS
- U6 spliceoszomális RNS
- ribonukleáz P és MRP-RNS
- 7SL RNS (a jelfelismerő részecske RNS-része)
- vault-RNS-ek
- Y-RNS
- rövid közbeékelt magi elemek (SINE)
- 7SK-RNS
- bizonyos mikro-RNS-ek
- bizonyos kis sejtmagvacska-RNS-ek
- bizonyos génszabályzó antiszenz RNS-ek[8]

## A DNS-javításban
Az RNS-polimeráz III a kettősszál-törések homológ rekombinációs javításában is fontos lehet. Az RNS-polimeráz III átmeneti RNS-DNS-hibridet alkot a töréseknél, ami a homológ rekombináció mediálta kettősszáltörés-javítás fontos köztes lépése. Ez megvédi a 3′-DNS-szálrészt a bomlástól. Az átmeneti RNS–DNS-hibrid köztitermék létrejötte után az RNS-t a RAD51 váltja fel, mely az ssDNS-inváziós homológrekombináció-lépést katalizálja.

## Az immunitásban
A citoszolikus RNS-polimeráz III veleszületett immunválaszokat tud kiváltani vírusokkal szemben Először a DNS-vírusok vagy baktériumok AT-gazdag ssDNS-ét mechanikusan azonosítja, majd 5′-pppRNS-t hoz létre, melyet a RIG-I észlel, majd a RIG-I–MAVS–TBK1–IRF3-út indításával IFN–β-termelést indukál.

## Fordítás
Ez a szócikk részben vagy egészben  a   RNA polymerase III című angol Wikipédia-szócikk ezen változatának fordításán alapul.  Az eredeti cikk szerkesztőit annak laptörténete sorolja fel. Ez a jelzés csupán a megfogalmazás eredetét és a szerzői jogokat jelzi, nem szolgál a cikkben szereplő információk forrásmegjelöléseként.